# 共和国驻法属波利尼西亚高级专员
共和国驻法属波利尼西亚高级专员（法語：Haut-Commissaire de la République en Polynésie française），是法國駐法属波利尼西亚的代表。地位相當於省長，現任者為埃里克·斯皮茨（Éric Spitz）。